# Escudo de San Quirico de Besora
El escudo de armas de San Quirico de Besora es un símbolo del municipio español de San Quirico de Besora, oficialmente Sant Quirze de Besora, y se describe, según la terminología precisa de la heráldica, por el siguiente blasón:

«Escudo embaldosado cortado. 1°, de gules, dos palmas de oro entrelazadas en la base de la tija; 2º, de sable, tres palos de plata. Al timbre, corona mural de pueblo.»

## Diseño
La composición del escudo está formada sobre un fondo en forma de cuadrado apoyado sobre una de sus aristas, llamado escudo de ciudad o escudo embaldosado, según la configuración difundida en Cataluña al haber sido adoptada por la administración en sus especificaciones para el diseño oficial de los municipios de las entidades locales dividido horizontalmente (cortado), la primera parte, la superior, de color rojo (gules). Aparece dibujada la representación de dos palmas entrelazadas por la parte de la base de color amarillo (oro), como es habitual, las figuras que aparecen son abcisas, por tanto no puede tocar los límites del campo. La segunda parte, la inferior, tiene el fondo de color negro (sable) y distribuidos de forma geométrica y homogénea, tres franjas verticales que ocupan todo el alto (palos) de color blanco o gris claro (plata, también llamado argén).
El escudo está acompañado en la parte superior de un timbre en forma de corona mural, que es la adoptada por la Generalidad de Cataluña para timbrar genéricamente a los escudos de los municipios. En este caso, se trata de una corona mural de pueblo, que básicamente es un lienzo de muralla amarillo (oro) con puertas y ventanas en negro (cerrado de sable), con cuatro torres almenadas, tres de ellas vistas.

## Historia

Escudo de San Quirico de Besora aprobado en 1969.

El ayuntamiento acordó solicitar el estudio heráldico para la adopción del escudo el 4 de noviembre de 2009. Después de continuar con el proceso reglamentario, el escudo fue finalmente aprobado el 2 de setiembre de 2010 y publicado en el DOGC número 5.727 de 4 de octubre del mismo año. El escudo actual sustituye al aprobado en 1969 en el decreto 2597/69 de 16 de octubre. El escudo es el mismo, pero adaptando la forma del escudo (boca) a la reglamentaria para los municipios en Cataluña y timbrando con una corona mural, en lugar de una corona real.
El escudo representa dos palmas de oro, señal tradicional y característica del municipio, ya utilizado al menos entre 1845 y 1969 en sellos y simbolizando el martirio de Santa Julia y su hijo San Quirico, mártires patronos del municipio. En la parte inferior se representan las armas de los antiguos señores jurisdiccionales, los Besora.